# Ногейра, Игор
И́гор Энри́ке да Си́лва Ноге́йра (порт.-браз. Igor Henrique da Silva Nogueira; 17 февраля 2004, Алтероза) — бразильский футболист, полузащитник.

## Биография
Родился 17 февраля 2004 года в городе Алтероза, штат Минас-Жерайс. Выступал за юношескую и молодёжную команды «Америка Минейро» (39 матчей, 3 гола).
В конце сентября 2022 года подписал 3-летний контракт с клубом «Металлист 1925», где получил футболку с 33-м игровым номером. Сразу же был переведён в юношескую команду харьковчан. С января 2023 года тренировался вместе с первой командой. На зимнем тренировочном собрании 2023 года отличался результативностью, в том числе и двумя голами в воротах «Колхети-1913». На официальном уровне за харьковский коллектив дебютировал 5 марта 2023 в проигранном (0:7) домашнем поединке 16-го тура Премьер-лиги Украины против донецкого «Шахтёра». Игор вышел на поле на 67-й минуте, заменив Ростислава Русина.